# 흥보가

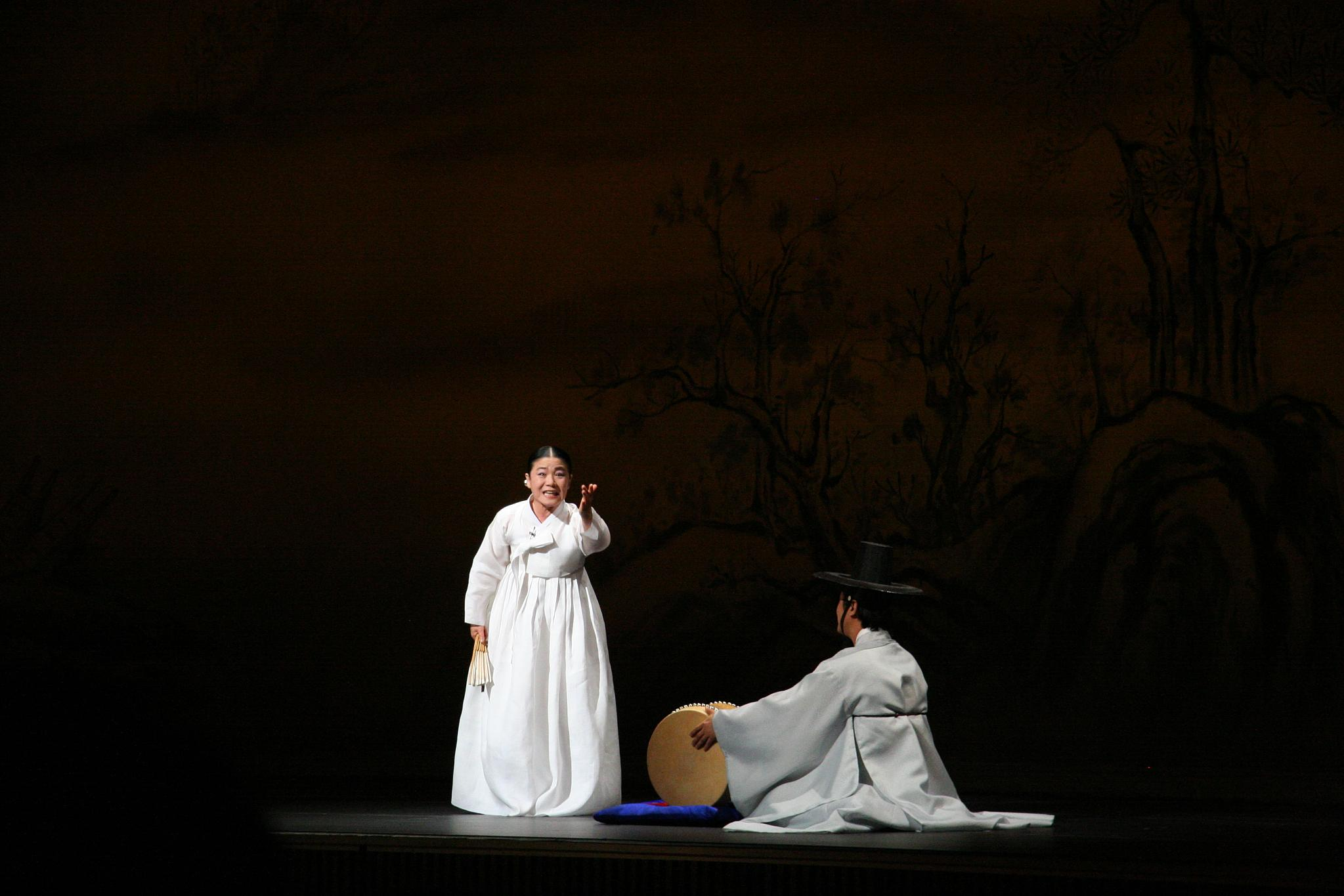

《흥보가》(興甫歌) 또는 흥부가(興夫歌), 박타령(-打令(鈴)), 흥부타령은 판소리 다섯 마당 중의 하나로 작자미상이다. 흥부전의 내용을 바탕으로 하고 있으며 동리 신재효가 내용을 수정하였다. 다른 판소리보다 익살스러운 것이 특징이다.
욕심 많고 심술궂은 형 놀보(놀부)와 마음씨 착하고 우애 있는 아우 흥보(흥부) 사이의 갈등이 주된 내용이다. 놀보는 부자로 살면서 아우를 내쫓는다. 쫓겨난 흥보는 갖은 고생을 한다. 어느날 흥보가 부러진 제비 다리를 고쳐주자 이듬해 제비가 박씨를 물어다 줬는데, 박씨를 심었더니, 열린 박 속에서 온갖 보물이 나와 흥보는 부자가 되었다. 놀보는 더 부자가 되겠다고 억지로 제비 다리를 부러뜨려 고쳐 주고 얻은 박 씨를 심었다가, 박 속에서 나온 상전, 놀이패, 장수 따위에게 혼이 난 뒤 개과천선(改過遷善)한다는 이야기이다.

## 구성
① 초앞(廳－초비두) ② 흥보 쫓겨나는 대목 ③ 흥보 매품 파는 대목 ④ 놀보가 흥보 때리는 대목 ⑥ 흥보 집터 잡는 대목 ⑦ 흥보 제비 날아드는 대목 ⑦ 제비노정기 ⑧ 흥보 박타령 ⑦ 놀보가 흥보집 건너가는 대목 ⑧ 화초장 타령 ⑨ 제비 후리러 나가는 대목 ⑩ 놀보 제비 날아드는 대목 ⑪ 놀보 제비 노정기 ⑫ 놀보 박타령

## 음악적 특징과 눈대목
《흥보가》는 기본적으로 골계적인 대목이 많아 재담소리로 분류되곤 한다. 동시에 놀부 박타령 사설 속에서 나타나듯 민요의 수용에 있어서도 다른 판소리 보다 적극적임을 알 수 있는데, 판소리 성립기에서부터 현대에 이르기까지 지속적으로 변용되고 확대되어 온 소리임을 알 수 있다. 다른 판소리와 마찬가지로 음악적으로는 우조(羽調)를 주로 사용했을 것이지만, 현대에는 평조(平調)와 계면조(界面調)를 많이 사용한다. 설렁제 역시 사용된 바 있는데, 다른 바디의 경우에는 그런 경우가 드물지만, 이 경우에는 반드시 설렁제의 사용 여부를 밝히기도 하는 점은 특이한 점이다. 눈대목은 다음과 같다.
- 놀보 심술 대목(평조-자진모리)
- 흥보 애원하는 대목(계면조-진양)
- 놀보가 흥보 때리는 대목(우조-자진모리)
- 가난타령(계면조-진양)
- 집터 잡는 대목(평조-진양 / 우조-진양)
- 제비노정기(우조-자진 중중모리 / 우조-자진모리)[4]
- 돈타령, 밥타령(평우조, 평조-중중모리, 휘모리)
- 비단타령(평조-중중모리)
- 흥보 집짓는 대목(평우조-진양 / 우조-진양)[5]
- 화초장 타령(평조-중중모리)
- 놀보 제비 몰러 나가는 대목(설렁제-중중모리)
- 놀보 제비 노정기(우조-자진 중중모리)

## 《흥보가》의 명창과 전승
흥보가는 비교적 일찍부터 방창된 소리로 보인다. 그것은 전기 8명창의 최고 선배에 속하는 권삼득의 더늠이 흥보가에 전해지기 때문인데, 이를 시작으로 제법 많은 이들이 흥보가를 불렀던 것으로 보인다. 같은 배분의 염계달, 정흥순, 김봉학, 그 뒤로는 김도선, 최상준, 전도성, 김봉문, 문석준, 정창업, 김창환, 정학진, 한송학, 강소향 등이 흥보가를 잘 불렀다. 이 가운데에 전기한 권삼득을 비롯해 최상준, 문석준, 김창환 등이 더늠을 남겼는데, 각기 흥보 매맞는 대목, 흥보 박타령, 제비노정기이다. 이 외에도 현재 놀보 제비 노정기로 불리고 있는 '앞남산 지내고 밖남산을 지내'로 시작하는 제비노정기가 있는데 이것은 장판개의 더늠이라고도 하고, 박만순의 더늠을 장판개가 방창한 것이라고도 한다. 이 이후로는 동편제 명창으로는 송만갑과 그 제자인 김정문, 전기한 장판개 등이 흥보가를 잘 했고, 서편제 명창으로는 김창환의 제자인 오수암과 박지홍이 잘했다.
현재 흥보가는 다음과 같은 전승 경로들이 존재한다. (진한 글씨: 흥보가 예능보유자)
- 김정문 바디 박록주 계통: 송만갑→김정문→박록주→한농선, 박송희→정순임: 정순임 국가무형문화재 지정
- 김정문 바디 강도근 계통: 송만갑→김정문→강도근→이난초: 이난초 국가무형문화재 지정
- 송만갑 바디: 송만갑→박봉술→송순섭
- 김연수 바디: 송만갑→김연수→오정숙→이일주
- 김창환 바디: 정창업→김창환→정광수
- 박초월 바디: 오수암, 박지홍 (이상 김창환 계통), 김정문 (이상 송만갑 계통)→박초월→조통달, 남해성, 전정민
- 박동진 바디: 김창환→박지홍→박동진→김양숙

## 같이 보기
- 판소리
- 고수 (판소리)
- 한국의 문화